# کریس همفری
کریس همفری (انگلیسی: Chris Humphrey؛ زادهٔ ۱۹ سپتامبر ۱۹۸۷ بازیکن فوتبال اهل بریتانیا است.
از باشگاه‌هایی که در آن بازی کرده‌است می‌توان به باشگاه فوتبال والسال، باشگاه فوتبال استافورد رانجرز، باشگاه فوتبال پرستون نورث اند، باشگاه فوتبال بارو، باشگاه فوتبال مادرول، و باشگاه فوتبال شروزبری تاون اشاره کرد.
وی همچنین در تیم ملی فوتبال جامائیکا بازی کرده‌است.